# Siegfried Gentele

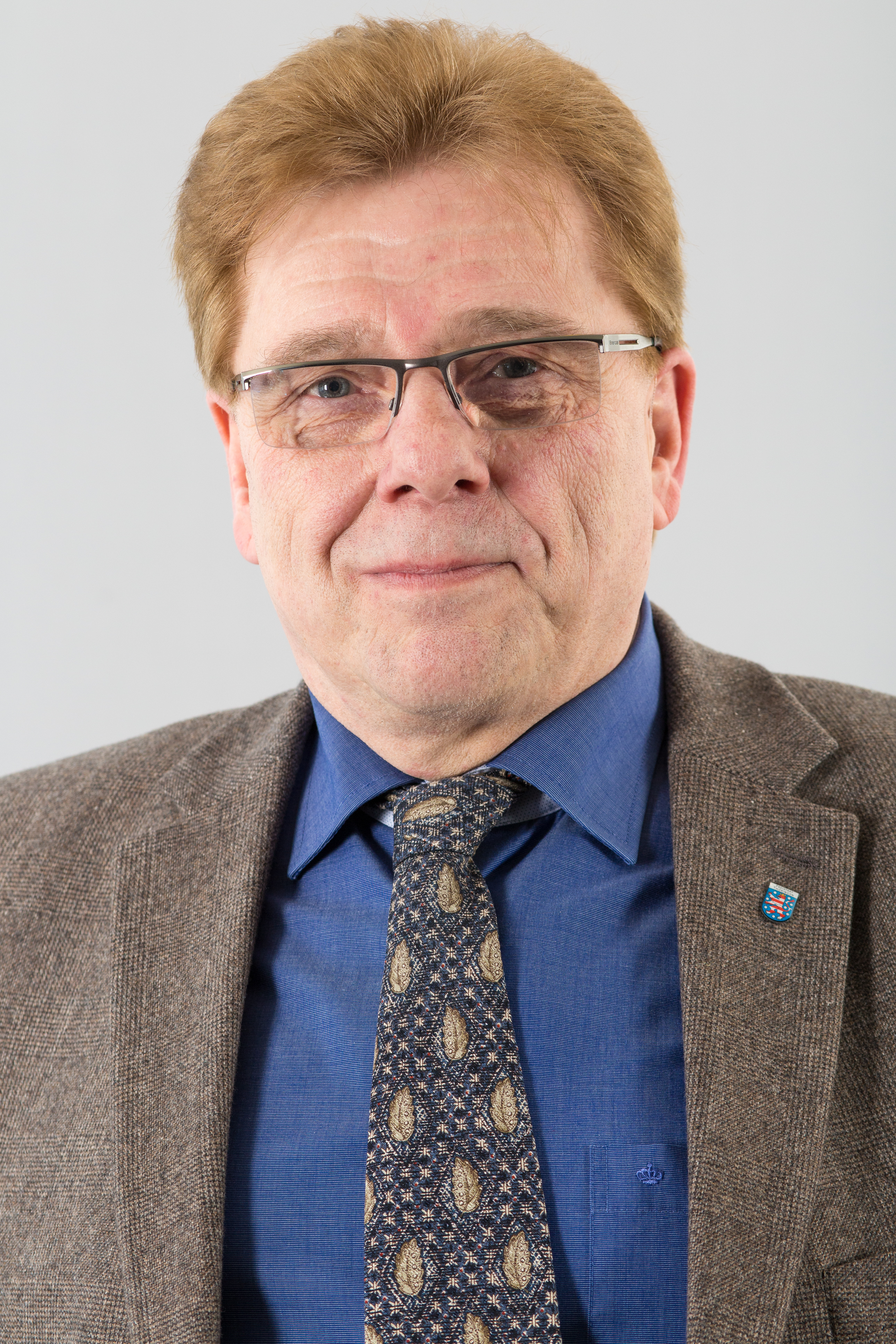
Siegfried Gentele (2016)

Siegfried Heinz Gentele (* 13. April 1952 in Mariental-Horst) ist ein deutscher Politiker. Bei der Landtagswahl 2014 wurde er über die Landesliste der AfD in den Thüringer Landtag gewählt. Ab April 2015 gehörte er diesem als fraktionsloser Abgeordneter an. Nach dem Bundesparteitag im Juli 2015 trat er aus der AfD aus und war danach für vier Monate Mitglied der ALFA, bevor er auch aus dieser Partei austrat. Ab März 2016 engagierte er sich in der Familien-Partei Deutschlands, im Juli 2019 trat er der Partei Demokratie Direkt bei.

## Leben
Gentele begann 1968 eine Ausbildung zum Tankwart und arbeitete zunächst in diesem Beruf, dann als Kfz-Mechaniker und als Werkstattleiter, später als Leitender Angestellter und Kaufmann. Zwischen 2001 und 2008 war er zunächst als Verkäufer geringfügig beschäftigt, dann ganz ohne Beschäftigung und schließlich auf Arbeitslosengeld II angewiesen. Von 2009 bis zu seinem Einzug in den Landtag war er im Unternehmen seines Sohnes als Handelsvertreter angestellt.
Gentele lebt in Harztor-Niedersachswerfen im Landkreis Nordhausen. Er ist verheiratet und Vater von zwei Kindern.

## Politik

### Politische Laufbahn
Gentele trat am 30. August 2013 der AfD bei und wurde Mitglied im Vorstand des AfD-Kreisverbandes Nordhausen-Eichsfeld-Mühlhausen. 2014 zog er über die Landesliste der AfD Thüringen in den Landtag ein und war dort bis April 2015 stellvertretender Vorsitzender des Petitionsausschusses. In Nordhausen eröffnete er als erster Abgeordneter seiner Fraktion ein Bürgerbüro.
Am 15. April 2015 gab die AfD-Landtagsfraktion den Fraktionsausschluss Genteles bekannt und begründete dies mit einem zerrütteten Vertrauensverhältnis und grob fraktionsschädigendem Verhalten. Gentele selbst führte diesen Schritt auf ein Zeitungsinterview zurück, in dem er Partei- und Fraktionschef Björn Höcke kritisiert hatte. Nach dem Ausschluss verschärfte er seine Kritik an Höcke und forderte ihn auf, alle Ämter niederzulegen und aus der AfD auszutreten. Seitdem wurde ein Parteiausschlussverfahren gegen Gentele angestrengt. Bereits im April 2014 drohte ihm ein Ausschluss aus der AfD. Gemeinsam mit Jens Krumpe und Oskar Helmerich trat er dem von Parteichef Bernd Lucke gegründeten Verein Weckruf 2015 bei.
Nach dem Bundesparteitag gab er am 7. Juli 2015 seinen Austritt aus der AfD bekannt und sprach sich für den Aufbau einer neuen Partei aus. Nach der Gründung der Allianz für Fortschritt und Aufbruch am 19. Juli 2015 kündigte Gentele an, einen Thüringer Landesverband der Partei gründen zu wollen und als stellvertretender Landeschef zu kandidieren. Am 22. Oktober 2015 wurde bekannt, dass Gentele „aus privaten und persönlichen Gründen“ aus der ALFA wieder ausgetreten ist. In einem Interview mit MDR Info im November 2015 sprach er von einem „Dolchstoß“ und erklärte, er sei „aus der ALFA ausgetreten, nachdem der Bundesvorstand eine Entscheidung hinter [s]einem Rücken gefällt hat[te].“
Ab März 2016 war er Mitglied der Familien-Partei Deutschlands und ab April 2016 Generalsekretär des Thüringer Landesverbandes. Am 9. Juli 2016 wurde bekannt, dass der Bundesvorstand von seinem Veto-Recht Gebrauch gemacht und Gentele aus der Partei ausgeschlossen habe. Der Bundesparteitag am gleichen Tag bestätigte jedoch als oberstes Organ der Partei die Aufnahme Genteles als Parteimitglied; er blieb somit auch Generalsekretär des Landesverbandes. Seit Juli 2019 gehört er der Partei Demokratie Direkt an, für die er bei der Landtagswahl in Thüringen 2019 auf Listenplatz fünf erfolglos kandidierte.

### Politische Positionen
Gentele setzt sich nach eigener Aussage für die „Bekämpfung der Korruption, Vetternwirtschaft und Steuergeldverschwendung innerhalb der politischen Ämter“ ein. Er ist für die Reduzierung der Anzahl der Abgeordneten im Thüringer Landtag um 26 Personen. Als sein zentrales Thema beschreibt er die Herabsetzung der Hürden für Volksabstimmungen.
Gentele gehört nicht zu den Unterzeichnern der Erfurter Resolution und sprach sich gegen einen „nationalkonservativen Kurs“ der AfD aus. Er selbst beschrieb sich in einem Interview im April 2015 als liberal-konservativ und verortete sich „rechts von der CDU“.
Im Juni 2015 stimmte er für die Abschaffung des Landeserziehungsgeldes. Überhaupt stimmte er zumeist mit den Regierungsfraktionen (Linke, SPD, Grüne), also gegen CDU und AfD. Ein wichtiges Vorhaben der Landesregierung lehnte er jedoch ab: als das Vorschaltgesetz zur Durchführung der Gebietsreform in Thüringen zur Abstimmung stand, stimmte Gentele dagegen.